# Pterostichus rhaeticus
Pterostichus rhaeticus es una especie de escarabajo terrestre del género Pterostichus, categorizada en la tribu Pterostichini, de la subfamilia Harpalinae. Fue descrita por Heer en 1837.

## Distribución
Se distribuye por Islandia, Irlanda, Dinamarca, Noruega, Suecia, Finlandia, Francia, Alemania, Suiza, Austria, Chequia, Eslovaquia, Hungría, Polonia, Estonia, Letonia, Lituania, Bielorrusia, Ucrania, Islas Feroe, Italia y Rusia.